# John Arnold (relojero)
John Arnold (1736 - 1799) fue un relojero e inventor inglés, el primero en diseñar un reloj práctico y preciso. También introdujo el término "cronómetro" en su sentido moderno, es decir, un reloj de precisión. Sus avances técnicos permitieron la producción en masa de cronómetros marinos para su uso a bordo de barcos a partir de 1782 aproximadamente. El diseño básico de estos relojes se ha mantenido, con algunas modificaciones, prácticamente sin cambios hasta finales del siglo XX. Su legado incluye ser uno de los inventores del reloj mecánico moderno junto con Abraham Louis Breguet.

## Primeros años y obra

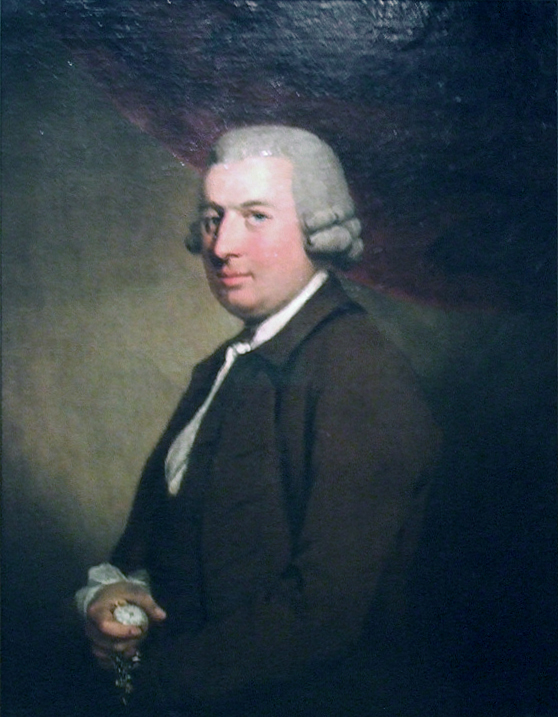
El fabricante de cronómetros John Arnold (cuadro atribuido a Mason Chamberlin, hacia 1767)

John Arnold fue aprendiz de su padre, también relojero, en Bodmin (Cornualles). Probablemente también trabajó con su tío, armero de profesión. En 1755, cuando tenía 19 años, estuvo trabajando como relojero en La Haya (Holanda) y regresó a Inglaterra dos años después.
En 1762, mientras estaba en St. Albans, Hertfordshire, conoció a William McGuire, para quien reparó un reloj de repetición. Arnold le causó una impresión tan grande que McGuire le concedió un préstamo, lo que le permitió establecerse como relojero en Devereux Court, Strand (Londres). En 1764 obtuvo permiso para obsequiar al rey Jorge III un reloj de repetición de medio cuarto excepcionalmente pequeño con escape de cilindro montado en un anillo. Se ha conservado un reloj de repetición similar de Arnold, con la particularidad de que el movimiento básico es de origen suizo, pero fue acabado en Londres. El escape de este reloj se equipó posteriormente con uno de los primeros escapes cilíndricos, tallado en un rubí.
Arnold fabricó otro reloj para el rey alrededor de 1768, una pieza con caja doble de oro y esmalte y un movimiento que tenía todos los refinamientos, incluida la repetición de minutos y el movimiento del segundero central. Además, instaló una compensación de temperatura bimetálica y no solo cada orificio del pivote estaba adornado con joyas, sino que el escape también tenía un cilindro de piedra de rubí o zafiro. Arnold denominó a este reloj "Número 1", como hizo con todos sus relojes que consideró importantes, veinte en total.
Otras producciones tempranas de Arnold de 1768 a 1770 muestran tanto originalidad como ingenio, como es el caso de un reloj con segundero central al que se daba cuerda presionando el colgante una vez al día. El movimiento de este reloj también estaba completamente adornado con joyas, con un dispositivo de compensación de temperatura y un escape de cilindro de piedra de rubí.
Estos relojes se fabricaron como una demostración del talento de Arnold y, en términos de estilo y de materiales, eran similares a los relojes producidos por James Cox, construidos para ser exportados a Oriente.

## Desafío técnico
La habilidad e ingenio de Arnold, junto con su indudable encanto personal, atrajeron la atención del Astrónomo Real Nevil Maskelyne, que en ese momento buscaba un relojero lo suficientemente hábil como para hacer una copia del exitoso cronómetro marino de John Harrison. En 1767, la Junta de Longitud publicó una descripción completa y detallada de este reloj, titulada "Los principios del cronómetro del Sr. Harrison", con la clara intención de que sirviera como un plano técnico para la producción en serie futura. De hecho, era una pieza de microingeniería altamente compleja y técnicamente muy avanzada, capaz de ser reproducida por muy pocos relojeros. Sin embargo, el reto fue asumido por Larcum Kendall, que pasó dos años fabricando una copia casi idéntica (ahora conocida como K1) que costó 450 libras, una suma enorme en ese momento.
Aunque tuvo éxito como cronómetro de precisión, el Almirantazgo, por razones obvias, quería un cronómetro en cada barco importante, y el de Kendall era demasiado caro y llevaba demasiado tiempo fabricarlo. Kendall hizo en 1771 una versión simplificada (el K2), omitiendo el complicado sistema de remontuar. Pero el resultado seguía siendo demasiado costoso y, además, no tan preciso como el original.
En retrospectiva, por lo tanto, fue una ocasión significativa cuando en 1767, Nevil Maskelyne le presentó a John Arnold una copia de los "Principios del cronómetro del Sr. Harrison" tan pronto como se publicó, evidentemente con la intención de alentarlo a hacer un cronómetro de precisión del mismo tipo.
Posteriormente, Maskelyne alentó a Arnold empleándolo en varias ocasiones, principalmente en relación con la joyería y los relojes. En 1769, Arnold modificó el reloj de segundero central de Maskelyne fabricado por John Ellicott, cambiando el mecanismo de escape de acero por uno hecho de zafiro. Prestó este reloj al astrónomo William Wales para que lo usara en la evaluación de la viabilidad del sistema de la distancia lunar ideado por Maskelyne para determinar la longitud geográfica del barco durante el viaje de la expedición organizada para observar el tránsito de Venus en las Indias Occidentales en 1769. Alrededor de esta época, parece que Arnold también había comenzado a pensar en construir un cronómetro preciso para determinar la longitud geográfica.

## Primeras "máquinas de relojería" de Arnold
El enfoque de Arnold para el cronometraje de precisión era completamente diferente al de Harrison, cuya tradición técnice estaba arraigada en la teoría y la práctica del siglo XVII y principios del XVIII.
Arnold sabía que, como el volante y el resorte del volante controlan el cronometraje en un reloj portátil, solo necesitaba encontrar una manera de darle al volante un impulso constante con una interferencia mínima del mecanismo de la rueda, junto con una compensación de temperatura efectiva. Después de fabricar algunas máquinas experimentales, completó lo que podría considerarse un modelo de producción en serie para la Junta de Longitud en marzo de 1771.
Esta máquina era completamente diferente del reloj de Harrison. Era una caja de caoba de aproximadamente 6 x 6 x 3 pulgadas (15,2 x 15,2 x 7,6 cm) que albergaba un movimiento que, aunque relativamente simple, era casi del mismo tamaño que el de Harrison, con un volante de un diámetro similar. La diferencia radical, sin embargo, era un escape de nuevo diseño que presentaba un retén pivotado colocado horizontalmente, que permitía que el volante oscilara libremente, excepto cuando lo impulsaba la rueda de escape. El resorte del volante en espiral también tenía un dispositivo de compensación de temperatura similar a los de los relojes de Arnold, y basado en la tira bimetálica de latón y acero de Harrison. Arnold propuso la fabricación de estos cronometradores a 60 guineas cada uno.
Tres de estos cronómetros viajaron con los exploradores James Cook y Tobias Furneaux durante su segundo viaje al sur del Océano Pacífico en 1772-1775. El capitán Cook también llevaba a bordo el primer cronómetro de Kendall, así como uno de los de Arnold. Mientras que el de Kendall funcionó muy bien y mantuvo una hora excelente durante el viaje, solo uno de los de Arnold seguía funcionando a su regreso a Inglaterra en 1775. El rendimiento de estos relojes quedó registrado en los cuadernos de bitácora de los astrónomos William Wales y William Bayly, que evaluaron su idoneidad para medir la longitud geográfica.
Durante este período, también fabricó al menos un reloj de bolsillo de precisión, una versión en miniatura de los cronómetros marinos de mayor tamaño.
Este reloj, que se ha conservado, data de alrededor de 1769-1770 y está firmado como "Arnold No. 1 Invenit et Fecit" (en latín, "inventado y hecho"). El mecanismo, que posee un segundero central, tiene un volante de acero con una banda bimetálica de compensación de temperatura que actúa sobre el resorte del volante plano. Aunque ahora se ha modificado, el escape original era el dentado pivotante horizontal de Arnold, tal como se instalaba en los cronómetros más grandes, que, al parecer, no fue del todo exitoso y necesitaba mejoras.
Alrededor de 1772, Arnold modificó este escape para que ahora girara verticalmente y funcionara mediante un resorte. Esta disposición fue mucho más exitosa y se sabe que en 1772 se suministraron al menos dos cronómetros de bolsillo con este escape a Joseph Banks a un costo de 100 libras (Arnold No. 5), y también al compañero de Banks en el Eton College, el capitán Constantine John Phipps. En un artículo largo y detallado sobre este tema publicado en Australiana noviembre de 2014, vol. 36, n.º 4, John Hawkins detalla la asociación entre estos dos hombres y la posibilidad de que este instrumento sea uno y el mismo. Se sabe que el primer cronómetro de bolsillo del mundo, originalmente destinado al segundo viaje de Cook, adquirido por Banks y prestado a Phipps, era un pequeño reloj con segundero central de un tipo similar a los fabricados por Ellicott.
En 1773, el capitán Phipps organizó una expedición al polo norte, llevándose consigo no solo su cronómetro de bolsillo Arnold y un cronómetro de caja Arnold con una suspensión cardán, sino también el cronómetro "K2" de Kendall. Según el relato de Phipps, parece que el reloj de bolsillo funcionaba muy bien y era un instrumento práctico para determinar la longitud.
Parece probable que antes de 1775, los primeros cronómetros de bolsillo de Arnold, como los suministrados a Phipps y Banks, fueran relojes sencillos con movimiento de segundero central, muy parecidos al reloj de cilindro de Maskelyne fabricado por Ellicott. Ciertamente, los pocos ejemplos supervivientes son de este calibre, como el n.º 3.
En 1772, Arnold había finalizado el diseño de sus cronómetros de bolsillo y comenzó la producción en serie con un calibre de movimiento estandarizado, de unos 50 mm de diámetro, más grande que un reloj convencional de la época, y que mostraba los segundos, equipado con un escape de retención pivotante y una curva de compensación en espiral. Sin embargo, este último pudo haber resultado ineficaz, lo que ralentizó sustancialmente el ritmo de producción.
Aunque produjo varios cronómetros de bolsillo, entre 1772 y 1778 aproximadamente, todavía estaba experimentando con diferentes tipos de volantes de compensación y métodos de ajuste del resorte del volante. El problema más difícil de superar fue el de fabricar un dispositivo de compensación de temperatura eficaz y de ajuste continuo. Por razones técnicas, la compensación de temperatura del resorte del volante tenía que incorporarse de algún modo al propio volante y no actuar directamente sobre el resorte del volante como lo habían hecho anteriormente el propio Arnold y otros relojeros.

## Primera patente de Arnold, de 1775
En 1775, Arnold registró una patente para una nueva forma de volante de compensación con una espiral bimetálica en el centro. Esta espiral accionaba dos brazos con peso, haciéndolos moverse hacia dentro y hacia fuera desde el centro, cambiando el radio de giro y, por lo tanto, el período de oscilación.
En la misma patente, incluyó un nuevo resorte helicoidal del volante. Esta forma reducía el empuje lateral sobre los pivotes del volante cuando giraban y reducía los errores aleatorios del efecto de "punto de unión", que sufre cualquier volante con un resorte plano. Como Arnold afirmó de forma bastante sucinta en una carta de 1782 a la Junta de Longitud, "...la fuerza en todas las partes del resorte es uniforme".
El hecho de que Arnold hubiera reconocido las ventajas técnicas de un resorte de volante de esta forma demuestra claramente un alto grado de perspicacia. El volante que fue objeto de la patente parece haber sido un diseño fallido. Ciertamente, algunos cronómetros marinos utilizaron este volante, pero ninguno ha sobrevivido. Pearson registra un volante de este tipo en su posesión que tenía 2,4 pulgadas de diámetro.
De 1772 a 1775, Arnold también fabricó alrededor de 35 cronómetros de bolsillo. No muchos se han conservado, alrededor de una decena, y ninguno en su forma original, ya que Arnold mejoraba constantemente sus creaciones. Parece que originalmente tenían un escape de retención pivotante, con un volante de acero y un resorte de volante helicoidal. Un freno bimetálico en espiral que actuaba sobre este resorte tenía como objetivo compensar la temperatura, pero este sistema evidentemente no funcionó, ya que Arnold modificó y mejoró todos los relojes poco después. Los cronómetros supervivientes de esta serie incluyen los números 3, 29 y 28.
La experimentación y la invención posteriores de Arnold condujeron a un gran avance a finales de la década de 1770. Rediseñó el volante de compensación y desarrolló dos diseños que resultaron prometedores. Conocidos como volantes "T" y "S", y marcados como tales en la patente de Arnold de 1782 (probablemente debido a su apariencia), ambos empleaban tiras bimetálicas de latón y acero con pesas adheridas, que cambiaban el radio de giro con el cambio de temperatura. Aunque probablemente necesitaron muchos ajustes, parecen haber funcionado bien en comparación con sus intentos anteriores de crear un volante de compensación.

## Una revolución en la precisión de la medición del tiempo
En torno a 1777, Arnold rediseñó su cronómetro, haciéndolo más grande para poder alojar el nuevo volante en "T" que funcionaba con su escape de retén pivotado y su muelle helicoidal patentado. El primer cronómetro de este modelo llevaba la firma "Invenit et Fecit" y el número fraccionario 1 sobre 36, ya que era el primero de este nuevo diseño.
Se le conoce generalmente como "Arnold 36" y, de hecho, fue el primer reloj al que Arnold llamó "cronómetro", un término que posteriormente se generalizó y que todavía hoy hace referencia a cualquier reloj de gran precisión. El Real Observatorio de Greenwich probó el Arnold 36 durante trece meses, desde el 1 de febrero de 1779 hasta el 6 de julio de 1780. Los probadores lo colocaron en varias posiciones durante la prueba, e incluso lo llevaron puesto consigo. El reloj superó todas las expectativas, ya que demostró una gran precisión. El error de cronometraje fue de 2 minutos y 32,2 segundos, pero el error en los últimos nueve meses ascendió a solo un minuto. El mayor error en cualquier período de 24 horas fue de solo cuatro segundos, o una milla náutica de longitud en el ecuador terrestre.
Posteriormente, Arnold publicó un folleto que detallaba la prueba y los resultados, con testimonios de veracidad de todos los involucrados en las pruebas. El asistente de Maskelyne, el reverendo John Hellins, estaba a cargo del folleto. El asombroso desempeño de este reloj causó controversia, porque muchos pensaron que el resultado era una casualidad o una "solución" de algún tipo, particularmente porque Maskelyne era, efectivamente, uno de los patrocinadores de Arnold.
Sin embargo, desde un punto de vista técnico, el diseño era completamente sólido y altamente preciso durante largos períodos. Arnold evidentemente aprendió las lecciones que Harrison había aprendido antes que él: usar un volante grande y de rápida oscilación (18.000 pulsaciones por hora) con pivotes pequeños. El escape de retención de Arnold proporcionaba una interferencia mínima con el resorte helicoidal de control del volante, ya que la compensación de temperatura estaba en el propio volante. Harrison había sugerido esto como requisito previo, aunque nunca desarrolló la idea.
El escape de retén pivotado de Arnold no necesitaba aceite en las superficies de actuación, con la ventaja de que la velocidad de acción no se deterioraba y se mantenía estable durante largos períodos. En ese momento, solo estaba disponible el aceite vegetal, que se degradaba rápidamente si se compara con los lubricante modernos.
Este cronómetro, de 60 mm de diámetro, está alojado en una caja de oro y milagrosamente ha sobrevivido en perfecto estado y en su estado original. Se puede ver en las colecciones del Museo Marítimo Nacional, Greenwich, Londres, habiendo sido incorporado al patrimonio nacional en 1993.
En Gran Bretaña, antes del reloj marino de Harrison, un reloj pequeño o muy pequeño (como el reloj de aro de Arnold) era considerado generalmente como la prueba definitiva de la habilidad relojera, especialmente en lo que respecta a los relojes complejos y precisos. Sin embargo, tanto Harrison como Arnold demostraron que un reloj preciso tenía que ser de gran diámetro, por lo que a finales del siglo XVIII, una montura de gran tamaño se consideraba la característica principal de un reloj bien hecho y de calidad superior.

## Segunda patente de Arnold, de 1782
En 1782, Arnold obtuvo otra patente para proteger las últimas y más importantes invenciones, que eran potencialmente lucrativas. Varios otros relojeros, en particular Thomas Earnshaw, habían comenzado a copiar el trabajo de Arnold. Alrededor de 1780, Earnshaw modificó su escape de retención montando el retén en un resorte para crear el mecanismo de escape con retén del resorte.
Durante el mismo período, entre 1779 y 1782, Arnold finalizó la forma de sus relojes cronómetros. A través de la experimentación continua, encontró una manera de fabricar una forma efectiva pero simple de volante de compensación. Al mismo tiempo, descubrió una modificación simple para su resorte de volante helicoidal que permitía desarrollarse concéntricamente y, además, conferir la propiedad de isocronía al volante oscilante. No solo esto, sino que los ajustes del volante de compensación y del resorte del volante se podían realizar de una manera simple y calculada. Estos fueron los principales temas de la patente, que obtuvo en 1782.
El volante consistía en una rueda de acero circular con dos tiras bimetálicas unidas diametralmente. Cada tira bimetálica terminaba con una rosca de tornillo montada con un peso o tuerca del volante. Cuanto más se enroscaba esta tuerca en la tira, mayor era el efecto compensador. Otra parte de la patente se refería a una adición a la forma del resorte del volante: una bobina de radio más pequeño en cada extremo del resorte helicoidal, que ofrecía una resistencia creciente al volante giratorio a medida que giraba hacia el final de cada vibración. Se trataba de una invención importante, ya que eliminaba en gran medida el problema del ajuste de posición de los relojes controlados por volante. Este dispositivo, conocido como "resorte regulador Overcoil", todavía se utiliza en la mayoría de los relojes mecánicos de precisión.
Otra parte de la patente se refería al escape: una modificación del escape de detención pivotada de Arnold, que esencialmente montaba la detención sobre un resorte. La especificación solo muestra la parte de este escape que es el método de impulso sobre el rodillo de impulso.
Un cronómetro de bolsillo John Arnold de 1794, n.º 485/786, reconstruido sustancialmente en 1840, fue utilizado por los miembros de la familia Belville desde 1835 hasta 1940 para distribuir la hora precisa a los usuarios de Londres. Se había fabricado, con una caja de oro, para el duque de Sussex, que lo rechazó porque "parecía una bacinilla". Cuando Ruth Belville, la "dama del tiempo de Greenwich", murió en 1943, el reloj pasó a manos de la "Venerable Compañía de Relojeros".

## Patentes y plagio
El hecho de que Arnold hubiera obtenido un gran éxito modificando la tecnología del cronómetro mediante técnicas mecánicas simples pero efectivas también significó que otros relojeros podían copiar estos métodos y utilizarlos sin permiso. Por eso Arnold obtuvo sus patentes.
Otros dos fabricantes también produjeron relojes de precisión con el escape desmontable: Josiah Emery y John Brockbank. Ambos eran amigos de Arnold y ambos emplearon al artesano y fabricante de escapes Thomas Earnshaw. Josiah Emery utilizó, con el permiso de Arnold, una forma anterior de su volante de compensación y espiral helicoidal, junto con el escape de paletas desmontable de Thomas Mudge. John Brockbank contrató a Earnshaw para fabricar su modelo de cronómetro, pero con el diseño de Brockbank de volante de compensación.
En 1780, mientras fabricaba estos cronómetros para Brockbank, Earnshaw modificó el mecanismo de retención con pivote montando la pieza de bloqueo sobre un resorte, prescindiendo así de los pivotes. Arnold logró ver esta nueva idea y rápidamente obtuvo la patente de 1782 para su propio diseño de mecanismo de retención con resorte, pero no se sabe si esto precedió a la propia idea de Earnshaw.
Por lo tanto, ha habido un gran debate sobre quién inventó el mecanismo de retención con resorte, Arnold o Earnshaw. Este argumento, iniciado por Earnshaw, ha sido continuado por los historiadores de la relojería (como Rupert Gould) hasta el día de hoy. Sin embargo, el argumento es irrelevante. En los últimos años, las investigaciones han demostrado que el éxito de Arnold no se debió a la forma del escape de retención, sino a sus métodos originales de ajustar el resorte del volante para corregir errores de posición mediante la manipulación de la curva terminal de la bobina superior. Por razones obvias, Arnold intentó mantener estos métodos en secreto. Sin lugar a dudas, está registrado que expresó claramente sus preocupaciones sobre el posible plagio a Earnshaw, advirtiéndole en términos inequívocos, y Earnshaw se comprometió a no utilizar la espiral helicoidal de Arnold.
Sin embargo, un año después, en 1783, Earnshaw, a través de otro relojero, Thomas Wright, obtuvo una patente que incluía el modelo de Earnshaw de espiral de compensación integral y escape de resorte en la especificación múltiple, aunque ambos estaban poco desarrollados y, comparados con los de Arnold, eran de poca utilidad. La espiral, en particular, tuvo que ser rediseñada.
Finalmente, después de muchas discusiones, la Junta de Longitud otorgó premios a Earnshaw y a Arnold por sus mejoras en los cronómetros. Earnshaw recibió 2500 £ y el hijo de John Arnold, John Roger Arnold, recibió 1672 £. La espiral de compensación bimetálica y el escape de resorte en las formas diseñadas por Earnshaw se han utilizado de manera prácticamente universal en los cronómetros marinos desde entonces. Por esta razón, Earnshaw también es considerado generalmente como uno de los pioneros del desarrollo de los cronómetros.
Sin embargo, debido a que las patentes de Arnold sobre el resorte de equilibrio estaban vigentes (cada una por 14 años), Earnshaw no pudo utilizar el resorte de equilibrio helicoidal hasta que la patente de 1775 caducó en 1789 y, en el caso de la patente de 1782, en 1796. Hasta alrededor de 1796, Earnshaw fabricó relojes con resortes de equilibrio planos únicamente, pero después de 1800 prácticamente todos los cronómetros marinos, incluidos los de Earnshaw, tenían un resorte helicoidal con espirales terminales.
Arnold fue el primero en producir cronómetros marinos y de bolsillo en cantidades significativas en su fábrica de Well Hall (Eltham), desde alrededor de 1783. Durante los siguientes 14 o 15 años, produjo cientos de unidades antes de tener algún tipo de competencia comercial. Esto indica que autores como Gould y Sobel están equivocados en su afirmación de que existía rivalidad comercial entre John Arnold y Earnshaw.

## Arnold y Breguet
El importante relojero suizo francés Abraham Louis Breguet se convirtió en un gran amigo de Arnold. En 1792, el duque de Orleans conoció a Arnold en Londres y le mostró uno de los relojes de Breguet. Arnold quedó tan impresionado que viajó inmediatamente a París y solicitó permiso para que Breguet tomara a su hijo como aprendiz. Arnold parece haberle dado a Breguet carta blanca para incorporar o desarrollar cualquiera de las invenciones y técnicas de Arnold en sus propios relojes.
Entre ellos se encontraban sus diseños de volante, resortes helicoidales hechos de acero u oro, el escape con resorte de retención, el resorte de volante con espiral e incluso el diseño de una esfera de Arnold que Breguet incorporó a la suya. Estos estaban hechos de oro o plata torneados a máquina, un patrón que se convirtió en la clásica y distintiva esfera Breguet. El diseño de Arnold apareció por primera vez en 1783, en las esferas de esmalte que Arnold diseñó para sus pequeños cronómetros, y las proporciones y el diseño de sus figuras son idénticos a los de las clásicas esferas metálicas torneadas tipo Breguet que aparecieron alrededor de 1800 y que no se parecían en nada a nada que se fabricara en Francia o Suiza en esa época.

### Arnold y el "tourbillon"
Arnold también parece haber sido el primero en pensar en el concepto del tourbillon, lo que pudo haber derivado de su conocido trabajo sobre el reconocimiento y la eliminación de errores de posición. En el dispositivo del tourbillon, el volante y el escape giran continuamente y prácticamente eliminan los errores que surgen cuando el volante no está perfectamente equilibrado mientras está en posición vertical. Arnold parece haber experimentado con esta idea, pero murió en 1799, antes de poder desarrollarla más.
Se sabe que Breguet fabricó un mecanismo de tourbillon exitoso y práctico alrededor de 1795, pero, sin embargo, reconoció a Arnold como el inventor al presentar su primer tourbillon en 1808 al hijo de Arnold, John Roger. Como homenaje a su antiguo amigo, incorporó su primer mecanismo de tourbillon en uno de los primeros cronómetros de bolsillo de Arnold, el Arnold No. 11. Una inscripción conmemorativa grabada en este reloj dice:
"El primer cronómetro Tourbillon de Breguet incorporado a una de las primeras obras de Arnold. Homenaje de Breguet a la venerada memoria de Arnold, entregado a su hijo en 1808."
Este importante y significativo reloj se encuentra ahora en la colección de relojes del Museo Británico.
Cuando Arnold murió en 1799, era el relojero más famoso del mundo, reconocido por su preeminencia como inventor del cronómetro de precisión.

## Logros principales
Uno de sus inventos más importantes, el resorte regulador de bobina superpuesta, todavía se utiliza en la mayoría de los relojes de pulsera mecánicos.
Fue alrededor de 1770 cuando Arnold desarrolló el cronómetro de precisión portátil, casi desde el punto en el que John Harrison terminó su trabajo en este campo. Pero, comparado con el complicado y costoso reloj de Harrison, el diseño básico de Arnold era simple, a la vez que preciso y mecánicamente fiable. Es importante destacar que el diseño relativamente simple y convencional de su movimiento facilitó su producción en grandes cantidades a un precio razonable, al mismo tiempo que permitió un mantenimiento y ajuste más sencillos.

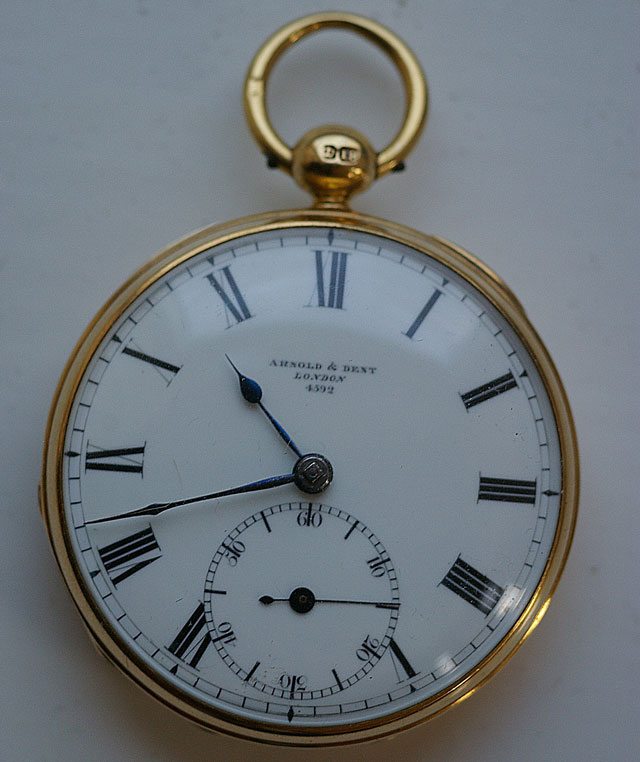
Reloj de bolsillo de Arnold y Dent con sello, de 1835

Para este logro fueron necesarios tres elementos:
- Un mecanismo de escape independiente, que interfiriera mínimamente con la vibración del volante y del resorte regulador
- Un diseño del volante que permitiera compensar el efecto de la temperatura en el resorte regulador
- Un método para ajustar el resorte del volante, de modo que el volante oscile en períodos de tiempo iguales, incluso a través de diferentes grados de arco del volante

## John Roger Arnold
El hijo de Arnold, John Roger Arnold, nació en 1769 y realizó un aprendizaje con su padre y con el eminente relojero suizo-francés Abraham Louis Breguet. Se convirtió en maestro de la Venerable Compañía de Relojeros en 1817. En 1787 fundó con su padre la empresa Arnold & Son. Después de la muerte de su padre en 1799, John Roger continuó con el negocio, convirtiendo a John Dent en socio entre 1830 y 1840. Después de su muerte en 1843, la empresa fue comprada por el relojero Charles Frodsham.